# Maria Holl (Therapeutin)
Maria Holl (* 13. April 1953 in Aachen) ist eine deutsche Heilpraktikerin im Bereich Psychotherapie, Diplomsozialarbeiterin und -pädagogin sowie Autorin. Sie entwickelte die Tinnitus-Atemtherapie (TAT nach Holl), die eine Behandlungsmethode der Alternativmedizin von Tinnitus darstellt.

## Leben
Maria Holl studierte Sozialpädagogik und Sozialarbeit an der Katholischen Fachhochschule NRW. Ihr Abschluss erfolgte im  Studienschwerpunkt Reha von Gehörlosen und Gehörgeschädigten. Danach arbeitete sie in verschiedenen Sozial- und Bildungseinrichtungen und Betrieben als Diplomsozialarbeiterin und -pädagogin. 1979 erlernte sie die Grundbegriffe des Shiatsu bei Wataru Ohashi. Daneben machte sie von 1980 bis 1986 eine Zusatzausbildung in Bioenergetischer Analyse am „International Institute for Bioenergetic Analysis (IIBA) Alexander Lowen“ in New York City. Sie erhielt das Zertifikat als Therapeutin und Supervisorin.
Anschließend folgten eine Ausbildung in der Gesprächsführung nach Rogers (1985), im Teamtraining (1997), eine Qualifizierung im Personal Coaching und Teammanagement sowie in tiefenpsychologisch fundierter Psychotherapie an der „Süddeutschen Akademie für Psychotherapie“ in Bad Grönenbach (1998). Seit 1999 hat sie die Erlaubnis zur Ausübung der Heilkunde im Gebiet der Psychotherapie. Holl war von 1982 bis 1997 persönliche Schülerin der holländischen Meditationslehrerin und Buchautorin Hetty Draayer und hat außerdem eine Anerkennung als Psychotherapeutin durch die „European Association for Psychotherapy – EAP.“
Seit 1981 leitet Holl eine eigene Praxis als Beraterin und Heilpraktikerin für Psychotherapie. Sie veranstaltet daoistische Meditationsseminare, bildet Tinnitus-Atemtrainer aus und beschäftigt sich mit der Konzeptentwicklung von Therapien bei Erkrankungen bzw. Beschwerden wie insbesondere Tinnitus, Hörsturz, Schwindel, Schlafstörungen, Reizdarmsyndrom und Bluthochdruck. Bekannt wurde sie durch die Entwicklung der sogenannten Tinnitus-Atemtherapie (TAT) nach Holl. Sie veröffentlichte über ihre Therapien und verwandte Themen bislang mehrere Bücher und Audio-CDs. In ihren Büchern verbindet sie ihr Wissen der Bioenergetischen Analyse, der aus dem Daoismus bekannten revitalisierenden inneren Übungen, des Shiatsu mit ihren Erfahrungen aus der Therapiearbeit. Ihre Bücher wurden teils ins Englische, Französische, Niederländische, Italienische und Ungarische übersetzt und werden in mehreren europäischen Ländern vertrieben.
Sie ist Mitglied der Deutschen Tinnitus-Liga und des Deutschen Verbands für Bioenergetische Analyse (DVBA) e.V.
Maria Holl ist verheiratet und hat zwei erwachsene Töchter. Sie lebt mit ihrer Familie in Aachen.

## Tinnitus-Atemtherapie (TAT) nach Holl
Die TAT nach Holl ist eine alternativmedizinische Behandlungsmethode. In der TAT nach Holl (auch: Tinnitus-Atemtraining nach Holl) erlernen die Teilnehmer einerseits Stress vermeidende Strategien der Lebensführung, andererseits regenerative Entspannungs-, Bewegungs- und Atemübungen. Die Übungen sollen tinnitusbegleitenden Symptomen wie Stimmungsschwankungen, Ängste und Rückzug aus dem Arbeits- und Privatleben entgegenwirken, die Persönlichkeit stärken und das Selbstbewusstsein erhöhen. Die leicht in den Alltag zu integrierenden Übungen sollen die Patienten in die Lage versetzen, selbständig die Intensität der Symptome zu beeinflussen.
Diese Methode wird von der IKK, der Actimonda BKK und der KKH im Rahmen von Gesundheitskursen mit angeboten sowie mit einem Behandlungskostenzuschuss teilweise anerkannt. Sie ist nicht beihilfefähig. Die Tinnitus-Atemtherapie hat weder in die Fachliteratur noch in die Leitlinien Eingang gefunden.

## Veröffentlichungen (Auswahl)
Sachbücher
- Tinnitus lindern. Vorbeugung, sanfte und nachhaltige Heilung. Ein Selbsthilfeprogramm. Jopp/Oesch, Zürich 2002; 5. Auflage 2006, ISBN 3-0350-5005-8.
- Reizdarmsyndrom lindern: Mit der Maria-Holl-Methode (MHM). Der ganzheitliche Ansatz. Schlütersche Verlagsgemeinschaft, Hannover 2014, ISBN 978-3899938517.
- Die Tinnitus-Atemtherapie. Das Selbsthilfeprogramm von Maria Holl. Schlütersche Verlagsgemeinschaft, Hannover 2011, ISBN 978-3-89993-567-7.
- Besser schlafen – tief und erholsam. Lüchow in J. Kamphausen, Bielefeld 2014, ISBN 978-3-89901-892-9.
- Tinnitus lindern und zur Ruhe finden. Das Selbsthilfeprogramm mit der Tinnitus-Atemtherapie. Lüchow in J. Kamphausen, Bielefeld 2015, ISBN 978-3-95883-013-4.
- Bluthochdruck ganzheitlich senken mit der Maria-Holl-Methode: Die erfolgreiche Achtsamkeits-Therapie jetzt leicht selbst anwenden! Schlütersche Verlagsgesellschaft, Hannover 2016, ISBN 978-3899938838.

Audio-CDs
- Tinnitus lindern. Vorbeugung, sanfte und nachhaltige Heilung. Ein Selbsthilfeprogramm mit Musik. Artwork, 2006, ISBN 3-0350-2901-6.
- Besser schlafen – tief und erholsam. Vorbeugung und Hilfe bei Schlafstörungen und Burnout. Ein Selbsthilfeprogramm mit Musik. Artwork, 2015, ISBN 3-00-025175-8.
- Reizdarmsyndrom lindern mit der Maria Holl Methode (MHM). Artwork, 2015, ISBN 978-3-9816772-3-2.
- Hörsturz. Bewältigung und Verhinderung der Symptome. Artwork, 2015, ISBN 978-3-9816772-4-9.